# Eustathios thành Thessaloniki
Eustathios thành Thessaloniki (tiếng Hy Lạp: Εὐστάθιος Θεσσαλονίκης; khoảng 1115 – 1195/6) là học giả Đông La Mã gốc Hy Lạp và là Tổng giám mục Thessaloniki. Ông trở nên nổi tiếng vì là chứng nhân đương thời tường thuật lại vụ cướp phá thành Thessaloniki do người Norman tiến hành vào năm 1185, qua các bài thuyết pháp và bình luận của ông về Homer, đã kết hợp nhiều nhận xét của nhiều nhà nghiên cứu trước đó. Eustathios chính thức được phong thánh ngày 10 tháng 6 năm 1988, lễ tưởng niệm ông là ngày 20 tháng 9.

## Tiểu sử
Là học trò của Nicholas Kataphloron, Eustathios được triều đình Đông La Mã trao cho chức quan quản lý các đơn kiến nghị (ἐπὶ τῶν δεήσεων, epi ton deeseon), giáo sư hùng biện (μαΐστωρ ῥητόρων), và thụ phong trợ tế tại Constantinopolis. Ông còn được phong làm giám mục Myra. Khoảng năm 1178, ông được bổ nhiệm làm Tổng giám mục Thessaloniki và giữ vững cương vị này cho đến khi qua đời vào năm 1195/1196.
Tài liệu về thân thế và tác phẩm của ông được tìm thấy trong bài điếu văn tang lễ của Euthymios và Mikhael Choniates (mà các bản thảo vẫn còn sót lại trong Thư viện Bodleian tại trường Đại học Oxford). Niketas Choniates (viii.238, x.334) đã ca ngợi thầy mình là người uyên bác nhất trong độ tuổi của ông, một sự phán xét rất khó mà tranh cãi. Ông đã viết nhiều lời chú giải các nhà thơ Hy Lạp cổ đại, nghị luận thần học, diễn văn, thư từ và một tác phẩm quan trọng kể lại chi tiết về vụ cướp phá thành Thessaloniki của quân Norman dưới quyền vua William II xứ Sicilia vào năm 1185.
Trong số các tác phẩm của Eustathios, các bài bình luận của ông về Homer là được nhắc đến nhiều nhất: chúng thể hiện một sự hiểu biết sâu rộng về nền văn học Hy Lạp từ cổ chí kim. Các tác phẩm khác phơi bày những câu chữ ấn tượng và giọng văn hùng hồn, khiến độc giả có cảm tưởng là tác giả quá đề cao các hoàng đế nhà Komnenos. Về mặt chính trị, Eustathios là người ra sức ủng hộ hoàng đế Manouel I. Là một nhà tư tưởng độc đáo, Eustathios đôi khi cũng ca ngợi các giá trị thế tục chẳng hạn như sức mạnh quân sự. Ông lên tiếng chỉ trích chế độ nô lệ, và tin tưởng vào tiến trình lịch sử của nền văn minh nhân loại từ thời nguyên thủy cho đến khi trở thành một quốc gia tân tiến hơn.

## Tác phẩm
Những tác phẩm quan trọng nhất của ông gồm:
- Về cuộc tiến chiếm thành Thessaloniki, một tài liệu do tác giả tận mắt chứng kiến cuộc vây hãm năm 1185 và những thống khổ sau đó của dân chúng Thessaloniki. Trong phần đầu của hồi ức này Eustathios đã mô tả những biến cố chính trị xảy ra tại Constantinopolis kể từ cái chết của hoàng đế Manouel I qua thời trị vì ngắn ngủi của Alexios II cho đến khi Andronikos I bị phế bỏ ngôi vua, với những lời nhận xét sắc bén về các hoạt động của tất cả các bên tham gia. Văn bản tiếng Hy Lạp do Kyriakidis biên soạn, với bản dịch tiếng Ý của V. Rotolo; có một bản dịch tiếng Anh (với lời chú thích và các bài tiểu luận có liên quan) của J. Melville-Jones (Byzantina Australiensia Tập 8), và bản dịch tiếng Đức của H. Hunger.
- Vài bài diễn văn, một số trong đó đã được chỉnh sửa bởi P. Wirth (Eustathii Thessalonicensis Opera Minora). Năm 2013 một bản dịch của sáu trong số những bài diễn văn đầu tiên được xuất bản kèm theo lời bình của Andrew F. Stone (Byzantina Australiensia Tập 19).
- Bản chú giải Iliad và Odyssey của Homer (Παρεκβολαὶ εἰς τὴν Ὁμήρου Ἰλιάδα καὶ Ὀδύσσειαν). Những câu hỏi vấn đáp về ngữ pháp, từ nguyên, thần thoại, lịch sử và địa lý. Chúng không hẳn là những lời bình nguyên mẫu như những trích dẫn từ các nhà bình luận trước đó - vốn có nhiều điểm tương đồng với phần chú thích của Homer. Dựa trên nhiều tác phẩm phổ thông của các nhà ngữ văn học và phê bình của Alexandria và các nhà bình luận sau này, đây là một đóng góp rất quan trọng đối với ngành học nghiên cứu về Homer, chả kém gì vì một số tác phẩm mà Eustathios trích dẫn đã bị thất truyền.

Mặc dù có thể Eustathios đã trích dẫn một số tác giả cũ, dường như cá nhân ông trở nên quen thuộc với các tác phẩm của những nhà phê bình cổ đại vĩ đại nhất- Aristarchos xứ Samothraki, Zenodotos, Aristophanes thành Byzantium, và số khác. Đây là một vinh dự lớn lao đối với tình trạng của các thư viện thành Constantinopolis và học thuật cổ điển ở đó vào thế kỷ 12. Ông cũng là một độc giả quan tâm đến tác phẩm Deipnosophistae của Athenaios. Một số nhận xét về mặt ngữ nghĩa và ngữ pháp của những người tiền nhiệm Alexandria của Eustathios chứa đầy các lỗi; và những ý kiến của riêng Eustathios đã được truyền bá và thường xuyên bị gián đoạn bởi những nghị luận ngoài lề.
Ấn bản đầu tiên, của Majoranus, được xuất bản ở Roma năm 1542-1550 (4 vols., fol.), một bản in lại không chính xác được xuất bản sau này tại Basel trong các năm 1559-1560. Ấn bản của A. Potitus (Florence, 1730, 3 vols., folio), bao gồm những chú giải về năm quyển sách đầu của thiên sử thi Iliad với một bản dịch tiếng Latinh. Một bản in lại khá chính xác bản của Roma đã được xuất bản tại Leipzig, phần đầu tiên có chứa phần chú thích Odyssey (2 vols., 4to.), 1825-1826, và tái bản lần thứ hai, có chứa phần chú thích Iliad (3 vols., 4to.), được J. G. Stallbaum biên soạn dành cho Patrologia Graeca, 1827-1829. Những thứ này đã bị thay thế bằng ấn bản của M. van der Valk, 1971 trở về sau. Những trích đoạn lấy từ phần bình luận được trích dẫn trong nhiều phiên bản những bài thơ của Homer.
- Bản chú giải Dionysius Periegetes (dành riêng cho Ioannes Doukas, con trai của Andronikos Kamateros). Điều này cũng phổ biến như bản chú giải Homer, nhưng bao gồm nhiều trích đoạn có giá trị từ các nhà văn trước đó. (Nó được in lần đầu tiên trong bản Dionysius của R. Stephens (Paris, 1547, 4to.), và sau đó là của H. Stephens (Paris, 1577, 4to., and 1697, 8vo.), trong tác phẩm Geograph. Minor của Hudson, tập 4, và cuối cùng nằm trong bản Dionysius của Bernhardy (Leipzig, 1828, 8vo.).)
- Bản chú giải Pindar. Không có bản thảo nào được đưa ra công khai; nhưng còn lại phần đề tựa. (Phần giới thiệu lần đầu tiên được Tafel xuất bản trong tác phẩm của ông với nhan đề Eustathii Thessalonicensis Opuscula (Frankfurt, 1832, 4to.), từ đó nó được tái bản một cách riêng biệt bởi Schneidewin, Eustathii prooemium commentariorum Pindaricorum (Göttingen, 1837, 8vo.).
- Các tác phẩm xuất bản khác. Một số lần đầu tiên được Tafel xuất bản nằm trong quyển Opuscula năm 1832 như đã đề cập đến, một số xuất hiện sau này, như của P. Wirth dành cho bộ sách Corpus Fontium Historiae Byzantinae.
- Các tác phẩm chưa được công bố. Bao gồm các bài viết về thần học và diễn văn kỷ niệm. Một vài trong số đó là những nguồn sử liệu chính yếu.